# Henri Manceau
Henri Manceau, né à Marquigny (Ardennes) le 9 décembre 1907 et mort le 30 décembre 1985 à Cannes, quartier de La Bocca (Alpes-Maritimes), fut professeur à l'école normale de Charleville et un historien du mouvement ouvrier, de l'histoire sociale et de la vie quotidienne, particulièrement dans les Ardennes. Il affichait de solides convictions marxistes.

## Publications
- La Colonie d'Aiglemont (1903-1909), Éditeur : Section des Ardennes du Syndicat national des Institutrices et des Instituteurs, 1937, 11 pages
- Des luttes ardennaises, Trois siècles d'histoire, Éditions sociales, Paris, 1969, 231 pages
- La Manufacture d'armes de Charleville, 1962, 79 pages, avec la collaboration de Jean Clerc.
- Les Ardennes : Villes et villages de notre temps, Centre départemental de documentation pédagogique, 1964, 88 pages
- Gens et métiers d'autrefois, Les Cahiers d'études ardennaises, 1957, 116 pages ; éditions Terres Ardennaises, 1986 (illustrations par Simon Cocu)
- Charleville : 6 mai 1606, la Meuse, la route, impr. P. Anciaux, 1966
- Témoins du passé : Textes et documents ardennais, Centre départemental de documentation pédagogique, 1967 : collection l'automobilisme ardennais, 171 pages

### Articles
- « Villages et maison des Ardennes », dans la Revue de folklore français et de folklore colonial, Librairie Larose, 1937, vol. 8, p. 108-126
- « Aragon dans les Ardennes. Sur les sources d'un roman », avec René Robinet, dans Présence Ardennaise (de l'été 1951) , puis dans La Nouvelle Critique, 3e année, no 29, septembre-octobre 1951, p. 95-103
- « Jean-Baptiste Clément, poète communard et pionnier du socialisme français », dans les Cahiers Internationaux, t. V, no 49, p. 59.
- « L'opinion publique dans les Ardennes, 1789-1795 », dans Études ardennaises, no 14, 1958
- « L'habitat dispersé du plateau de Rocroi » (L'on peut en lire un commentaire sur Persée  )

### Participations
- Notes de la réédition des Œuvres complètes de Jean Meslier, Éditions Anthropos - Paris, 1970-1972, 3 volumes.